# Laureliopsis philippiana
Laureliopsis philippiana là một loài thực vật có hoa trong họ Atherospermataceae. Loài này được (Looser) Schodde miêu tả khoa học đầu tiên năm 1983.